# رودا، پنجاب
رودا (به انگلیسی: Roda) یک روستا در پاکستان است که در ناحیه خوشاب واقع شده‌است.